# Valverde (El Hierro)
Valverde es una localidad y municipio español, capital de la isla de El Hierro. Pertenece a la provincia de Santa Cruz de Tenerife, en la comunidad autónoma de Canarias. Situado en el noreste, es el término municipal de mayor extensión y población de la isla, con una superficie de 103,65 km² y 5123 habitantes en 2022.
La Villa de Valverde es la única capital insular canaria no costera. Como centro administrativo de El Hierro es sede del cabildo insular, de la dirección insular de la AGE, de los juzgados y del hospital insular. El municipio abarca otras 12 localidades, entre las que se incluyen El Mocanal, Isora, Guarazoca, El Tamaduste o La Caleta. El aeropuerto de la isla, el Puerto de La Estaca y el Parador Nacional se encuentran situados dentro de este municipio.

## Símbolos

### Escudo
El escudo heráldico de Valverde fue aprobado por Decreto de 11 de abril de 1969, siendo su descripción la de un escudo «de azul, en su centro un árbol Garoé de oro, terrazado de sinople, destilando gotas de plata perfiladas de sable, surgiendo de un charco de plata. Al timbre, corona condal».

## Geografía
Está situado en el nordeste de la isla. La capital del municipio, la Villa de Valverde es la única capital insular cuyo casco urbano no se encuentra a la orilla del mar. También es la capital insular más occidental y meridional.
Tiene una superficie de 103,65 km², siendo el municipio más extenso de la isla.

### Clima
El clima en el municipio de Valverde es muy variable debido a la orografía de la isla en la que está situado, siendo una característica común el mínimo marcado de precipitaciones en verano. En la costa las temperaturas son suaves durante todo el año, con una escasa amplitud térmica diaria (4-5 °C de media) y una amplitud térmica anual de entre 5 y 6 °C. Sin embargo, las temperaturas bajan notablemente con la altitud. Las precipitaciones son escasas en la costa, aunque suben considerablemente con la altitud. De acuerdo con la clasificación climática de Koppen, se da el clima árido cálido (BWh) en pequeñas zonas costeras del sur y el noreste del municipio, mientras que encontramos el clima semiárido cálido (BSh) en prácticamente el resto de las zonas costeras y de baja altitud. En las zonas de altitud media, a causa de las temperaturas más bajas, se da el clima semiárido frío (BSk), mientras que en las zonas de mayor altitud y también en una pequeña franja de altitud media o baja en el noroeste, encontramos el clima oceánico mediterráneo (Csb).
La siguiente tabla corresponde a los valores climáticos en el Observatorio del aeropuerto de El Hierro, situado en la costa noreste en un lugar con bajas precipitaciones. Debido a la gran variabilidad del clima del municipio de Valverde, este observatorio es representativo únicamente de las zonas costeras y especialmente de las zonas cercanas al mismo.
| Parámetros climáticos promedio de Observatorio del aeropuerto de El Hierro (32 m s. n. m.), Valverde (periodo de referencia: 1991-2020, extremas: 1973-presente) | Parámetros climáticos promedio de Observatorio del aeropuerto de El Hierro (32 m s. n. m.), Valverde (periodo de referencia: 1991-2020, extremas: 1973-presente) | Parámetros climáticos promedio de Observatorio del aeropuerto de El Hierro (32 m s. n. m.), Valverde (periodo de referencia: 1991-2020, extremas: 1973-presente) | Parámetros climáticos promedio de Observatorio del aeropuerto de El Hierro (32 m s. n. m.), Valverde (periodo de referencia: 1991-2020, extremas: 1973-presente) | Parámetros climáticos promedio de Observatorio del aeropuerto de El Hierro (32 m s. n. m.), Valverde (periodo de referencia: 1991-2020, extremas: 1973-presente) | Parámetros climáticos promedio de Observatorio del aeropuerto de El Hierro (32 m s. n. m.), Valverde (periodo de referencia: 1991-2020, extremas: 1973-presente) | Parámetros climáticos promedio de Observatorio del aeropuerto de El Hierro (32 m s. n. m.), Valverde (periodo de referencia: 1991-2020, extremas: 1973-presente) | Parámetros climáticos promedio de Observatorio del aeropuerto de El Hierro (32 m s. n. m.), Valverde (periodo de referencia: 1991-2020, extremas: 1973-presente) | Parámetros climáticos promedio de Observatorio del aeropuerto de El Hierro (32 m s. n. m.), Valverde (periodo de referencia: 1991-2020, extremas: 1973-presente) | Parámetros climáticos promedio de Observatorio del aeropuerto de El Hierro (32 m s. n. m.), Valverde (periodo de referencia: 1991-2020, extremas: 1973-presente) | Parámetros climáticos promedio de Observatorio del aeropuerto de El Hierro (32 m s. n. m.), Valverde (periodo de referencia: 1991-2020, extremas: 1973-presente) | Parámetros climáticos promedio de Observatorio del aeropuerto de El Hierro (32 m s. n. m.), Valverde (periodo de referencia: 1991-2020, extremas: 1973-presente) | Parámetros climáticos promedio de Observatorio del aeropuerto de El Hierro (32 m s. n. m.), Valverde (periodo de referencia: 1991-2020, extremas: 1973-presente) | Parámetros climáticos promedio de Observatorio del aeropuerto de El Hierro (32 m s. n. m.), Valverde (periodo de referencia: 1991-2020, extremas: 1973-presente) |
| Mes | Ene. | Feb. | Mar. | Abr. | May. | Jun. | Jul. | Ago. | Sep. | Oct. | Nov. | Dic. | Anual |
| --- | --- | --- | --- | --- | --- | --- | --- | --- | --- | --- | --- | --- | --- |
| Temp. máx. abs. (°C) | 28.7 | 29.4 | 32.6 | 33.2 | 31.4 | 32.0 | 32.4 | 33.8 | 33.3 | 35.4 | 32.6 | 28.3 | 35.4 |
| Temp. máx. media (°C) | 21.0 | 20.8 | 21.2 | 21.8 | 22.8 | 24.1 | 25.1 | 26.1 | 26.5 | 25.8 | 23.7 | 22.2 | 23.4 |
| Temp. media (°C) | 19.1 | 18.8 | 19.2 | 19.7 | 20.7 | 22.1 | 23.1 | 24.1 | 24.5 | 23.7 | 21.9 | 20.2 | 21.4 |
| Temp. mín. media (°C) | 17.0 | 16.8 | 17.1 | 17.5 | 18.6 | 20.0 | 21.2 | 22.1 | 22.4 | 21.6 | 19.9 | 18.2 | 19.4 |
| Temp. mín. abs. (°C) | 8.0 | 9.0 | 9.2 | 10.0 | 10.0 | 10.0 | 14.0 | 14.2 | 15.2 | 11.0 | 12.0 | 9.6 | 8.0 |
| Precipitación total (mm) | 27.5 | 24.9 | 20.2 | 14.3 | 2.6 | 1.5 | 0.2 | 1.2 | 3.5 | 17.6 | 30.7 | 41.3 | 185.3 |
| Días de precipitaciones (≥ 1 mm) | 3.4 | 3.1 | 2.8 | 1.9 | 0.8 | 0.4 | 0.1 | 0.4 | 0.7 | 2.9 | 3.6 | 4.3 | 24.3 |
| Horas de sol | 161 | 170 | 208 | 222 | 257 | 255 | 242 | 248 | 231 | 205 | 159 | 155 | 2520 |
| Humedad relativa (%) | 71 | 72 | 73 | 73 | 72 | 74 | 76 | 77 | 75 | 74 | 72 | 71 | 74 |
| Fuente n.º 1: Agencia Estatal de Meteorología | | | | | | | | | | | | | |
| Fuente n.º 2: Agencia Estatal de Meteorología (extremos) | | | | | | | | | | | | | |

### Espacios protegidos
El municipio cuenta con los paisajes protegidos de Ventejís y de Timijiraque, así como con superficie del Monumento Natural de Las Playas, del parque rural de Frontera y de la reserva natural especial de Tibataje.

## Historia
La isla de El Hierro, convertida en señorío territorial y jurisdiccional tras la conquista de Juan de Bethencourt en el siglo XV, y debido al carácter omnipresente de la influencia de los Condes de La Gomera, será considerada como un todo territorial a efectos de la administración condal, por lo que el centralismo oligárquico de los representantes de los Condes de La Gomera, facilitará la consolidación de un solo municipio o cabildo en los primeros siglos tras la conquista.
El carácter de la isla, sus escasas dimensiones, tanto geográficas, demográficas y económico-sociales así como el mantenimiento de las prerrogativas del derecho señorial vigente hasta el siglo XIX, son factores determinantes en el mantenimiento de un solo ayuntamiento en la isla, con un centro administrativo, religioso, económico y social instalado en su villa capital.
Tras la conquista, será la albarrada y las montañetas, situadas al N-E insular, sobre tierras de medianías, los primeros poblados de raíz castellana que logren generar espacios urbanos consolidados, durante las primeras décadas de la conquista. Próximos a las fuentes de agua, albercas y el famoso árbol santo Garoe, e igualmente, protegidos de los asaltos piratas, el poseer buenas tierras de cultivo, así como tener en sus inmediaciones amplios bosques, hoy desaparecidos, para el aprovisionamiento de leña o madera, facilitará el crecimiento de estos primeros núcleos urbanos, llegándose a contabilizar 54 habitantes en las primeras décadas de la conquista la zona de las Montañetas.
Según la tradición oral transmitida hasta nuestros días, este poblado contó en su interior con un primer edificio, con planta y paredes de piedra, donde se reunía en consejo o cabildo, diferenciado de otro edificio destinado a tal fin, situado en el margen izquierdo de la carretera de Jarales a San Andrés, dentro del propio pueblo de las Montañetas, existiendo bajo la moderna carretera y anexo al edificio existente una plazoleta donde el consejo o ayuntamiento celebraba las reuniones y se tomaban los acuerdos, conforme a las ordenanzas originarlas del antiguo régimen concejal castellano.
El crecimiento que experimenta Valverde y otros núcleos de Barlovento al unísono con la decadencia de las Montañetas albarrada por la mejor comunicación de Valverde con los puertos naturales, arreglo y construcción de caminos reales, creación de casa-Convento, casa del Administrador Condal, construcción de parroquia, fundamentalmente, harán que el centro religioso, administrativo, político y social permute hacia la villa, hacia fines del siglo XV, no disponiendo de casa consistorial, por lo que el consejo celebrará sus cabildos en le ermita de Santa Catalina Mártir, en el barrio de Tesine, hoy desaparecida, y cerca de la cruz y plaza que lleva su nombre.
No existen datos fiables sobre cronología en la construcción del ayuntamiento donde se halla actualmente. Los incendios declarados a mitad del siglo XVI, en los archivos parroquiales así como a finales del XIX en el actual emplazamiento facilitan especulaciones sobre su origen; si debió existir con anterioridad una edificación antigua, según los escasos datos con anterioridad una edificación antigua, según los escasos datos aportados por Dado Darías: «... pueden apuntarse al largo período del siglo XIX algunas obras de carácter público. Se terminaron las Casas Consistoriales, añadiéndoles un pasillo y una habitación destinada a secretaría y parte del archivo, colocándose en una de las dependencias bajas, situadas a ambos costados del zanguen, el archivo notarial. También se construyó al lado, la casa de la Alhóndiga, cuyo local se destinó luego para la escuela pública de niños...».

### Incendio de 1899
Después del incendio, el ayuntamiento celebró su primera sesión el 1 de agosto de 1899 en la casa particular del secretario de la corporación, Graciliano Ayala. El acta está redactada en términos levantados y patrióticos, poniendo en boca del alcalde Cejas Espinosa, frases elocuentes y doloridas: «... la Casa-Ayuntamiento la casa del pueblo, que levantada por nuestros antepasados, simboliza nuestra única gloria y grandeza, pertenece por desgracia a la historia, debido a que una mano negra y criminal, impulsada por mezquinas y ruinas pasiones, destruyó el arca donde se encerraba la historia de nuestro país, que aunque pobre y pequeño, quiso imitar poderoso pueblo egipcio, cuando para perpetuar su grandeza y poderío, erigió aquí lias gigantescas pirámides que asombraron al mundo de aquellos tiempos y el actu; contempla aún con verdadero asombro y espanto». Luego aludiendo a las generaciones herreñas extintas que edificaron las antiguas Casas Consistoriales, agrega: «...aquellos hombres honrados y sencillos, orgullosos y satisfechos, llevaron adelante la obra gigantesca, hasta concluirla, para poder decir a sus descendientes: Os legamos el producto de nuestras privaciones, trasmitiendo, a la vez, nuestras virtudes y costumbres para que aprendiendo en nosotros, procuréis imitarnos».

### Edificios
Después de 1899. Después del gran incendio producido en esta fecha, se constata la celebración de las sesiones del ayuntamiento en varias edificaciones existentes en la actualidad, fundamentalmente en el casco histórico de la Villa. Recordamos que el primer pleno celebrado tras el incendio tuvo lugar en la casa propiedad del secretario del Cabildo, Graciliano Ayala.
El antiguo edificio, aún con pared de piedra y esquinas vistas, que quedó en ruinas, fue parcialmente reacondidonado, pero la utilización dada al mismo lúe. en su ala derecha, como carnicería, mientras las dependencias del lado izquierdo fueron utilizadas como establo para caballos sementales, aproximadamente hasta inicios de los años 40.
En sesión del ayuntamiento, de 2 de julio de 1911, el entonces alcalde, Mario Barrera Alfonso, y corporación «".. dio cuenta que esta casa que hoy ocupa este Ayuntamiento carece de local para carnicería, y en su consecuencia proponía se debía o no alquilarse algún local con destina al despacho público de carne. En su visita la corporación acordó; se techara una de las habitaciones del edificio en construcción de las Casas Consistoriales con destino al despacho de carne, cuyo importe será abonado de los fondos que obran en la junta de construcción de las expresadas Casas Consistoriales (...) señalándose el plazo de sesenta días para terminar la obra de referencia!...)».
La debilidad económica del presupuesto municipal condicionó sin duda un ritmo adecuado en la construcción del edificio, refiriendo varias Actas el goteo de fondos municipales para sufragar el coste de materiales; en 1912, «(...) se acordó para el pago del cemento y otros artículos tomados en Tenerife con destino a las obras que se llevan a cabo en la casa ayuntamiento se abonen con cargo a lo consignado en el capítulo 1.º art. 10, para atenciones del censo de población y que para la nú ación de dichos trabajos se lleve al próximo presupuesto la cantidad de mil pt (...)". (Acta 17 Dic. 1912).
Durante el largo período comprendido desde el incendio de 1899, hasta la década de los 40 se pueden citar tres edificaciones, hoy existentes, donde a modo provisional se instaló el Ayuntamiento de Valverde, mientras se acondicionaba a duras penas el actual edificio; el primero de ellos se sitúa separado del casco histórico de la Villa, en la conocida como Casa de la Comandancia, cerca del barranco El Concejo,- en las inmediaciones de la C/ Juan de la Barreda -, propiedad de D, José Hernández Sepúlveda, conocido como Pepe El Canario.
La reordenación administrativa y municipal mediante la ley de 1912 dio a la búsqueda de edificios que pudieran cumplir con las nuevas funciones que la misma exigía. Así se solicita en 1913 por el Gobierno Civil de S/C de Tenerife, que la corporación municipal habilite una dependencia del edificio" (...] para instalar las oficinas de la Delegación del Gobierno en esta Isla <que> alquilaba la dueña de este que hoy ocupa este ayuntamiento una habitación en 3,75 pesetas (...)». Acta 3 de junio de 1913.
Posteriormente fue utilizada, siendo alcalde Agustín Padrón Espinosa (1924) la casa situada en la calle de Ldo. Bueno, 7, propiedad entonces de Felipe Barrera, - hoy de Juan Ávila-; en su planta alta se concentraron las dependencias del ayuntamiento así como el juzgado de paz, siendo la planta baja habilitada como comercio. No pudo ser utilización de este edificio muy dilatada en años, pues, en la década de los 30 fue de nuevo traslado a una vivienda situada en sus proximidades, según sentido de subida de dicha calle, en el número 15, propiedad entonces de Armando Padrón Casañas (anexa a la de Amadeo Ayala actualmente).

### Edificio actual
Tras un largo período de suspenderse su reconstrucdón, a inicios de la década de los 40, se retoman las obras en el antiguo edificio del actual emplazamiento, terminándose la planta inferior, con enfoscados exteriores y se inicia la construí de la segunda planta, (la cual no finaliza hasta 1950) en esta se realizaban los ensayos de la banda de música, aún sin estar terminada muchos años después.
Aparte de la utilización de la planta baja, ala izquierda como ayuntamiento desde 1942 se utiliza hasta época reciente el ala derecha como juzgados.

## Demografía
Valverde cuenta con una población de 5268 habitantes (INE 2024).
| Gráfica de evolución demográfica de Valverde entre 1842 y 2021 |
| |
| Población de derecho según los censos de población del INE Población de hecho según los censos de población del INEEn 1920 disminuye el término del municipio porque independiza a Frontera |

A 1 de enero de 2014 poseía 4973 habitantes, ocupando el 1.er puesto de la isla y el 33.º de la provincia. La población relativa era de 47,48 hab./km².

## Servicios

### Sanidad
Valverde cuenta con el Hospital Insular Nuestra Señora de los Reyes. Atiende a la población del Área de Salud de El Hierro, conformada por los 3 municipios de la isla. Su Hospital de Referencia es el Hospital Universitario Nuestra Señora de La Candelaria en Santa Cruz de Tenerife.

### Comunicaciones

#### Aeropuerto
En el término municipal de Valverde se encuentra el aeropuerto de El Hierro.

#### Puerto
El Puerto de La Estaca, ubicado en el municipio, es el principal de la isla.

## Administración y política

### Gobierno municipal
En las elecciones municipales de 2019 el PSOE ganó las elecciones con 4 concejales, AHI sacó 3, el PP 2 y NC 2. Antonio Chinea pactó con Nueva Canarias para alzarse con la alcaldía de Valverde.
En las elecciones municipales de 2023 Asamblea Herreña (AH) ganó las elecciones con 6 concejales, PSOE sacó 3, AHI sacó 2 y el PP sacó 2. Carlos Brito (AH) pactó con AHI para asegurar la alcaldía de Valverde.
| Periodo   | Nombre                      | Partido | Partido                                  |
| --------- | --------------------------- | ------- | ---------------------------------------- |
| 1979-1983 | Juan Ramón Padrón Pérez     |         | Unión de Centro Democrático (UCD)        |
| 1983-1987 | José Francisco Armas Pérez  |         | Partido Socialista Obrero Español (PSOE) |
| 1987-1987 | Juan Carlos Padrón          |         | Partido Socialista Obrero Español (PSOE) |
| 1987-1991 | Félix Ayala Fonte           |         | Agrupación Herreña Independiente (AHI)   |
| 1991-2013 | Agustín Padrón Benítez      |         | Partido Popular (PP)                     |
| 2013-2015 | Juan Manuel García Casañas  |         | Partido Popular (PP)                     |
| 2015-2019 | Daniel Morales Barrera      |         | Agrupación Herreña Independiente (AHI)   |
| 2019-2023 | Antonio Ramón Chinea Padrón |         | Partido Socialista Obrero Español (PSOE) |
| 2023-act. | Carlos Brito Brito          |         | Asamblea Herreña (AH)                    |

| Partido político | Partido político                                    | 2007   | 2011   | 2015   | 2019   | 2023   |
| Partido político | Partido político                                    | Ediles | Ediles | Ediles | Ediles | Ediles |
|                  | Partido Popular (PP)                                | 5      | 5      | 3      | 2      | 2      |
|                  | Agrupación Herreña Independiente (AHI)              | 4      | 4      | 5      | 3      | 2      |
|                  | Coalición Canaria (CC)                              | 4      | 4      | 5      | —      | —      |
|                  | Partido Socialista Obrero Español (PSOE)            | 2      | 4      | 3      | 4      | 3      |
|                  | Centro Canario Nacionalista (CCN)                   | 0      | —      | —      | —      | —      |
|                  | Partido Nacionalista Canario (PNC)                  | 0      | —      | —      | —      | —      |
|                  | Iniciativa por El Hierro (IPH)-Izquierda Unida (IU) | —      | 0      | 0      | 0      | —      |
|                  | Nueva Canarias (NC)                                 | —      | —      | —      | 2      | —      |
|                  | Asamblea Herreña (AH)                               | —      | —      | —      | —      | 6      |
|                  | Vox                                                 | —      | —      | —      | —      | 0      |

### Organización territorial
El Mocanal
Está situado en el fértil norte de la isla, rodeado de pastos y campos de cultivo, y a una altitud similar a la de Valverde. El ambiente suele ser muy húmedo y es frecuente que haya nieblas.
En la costa de Mocanal se encuentran dos piscinas naturales junto a las que se alza un antiquísimo poblado que ha sido conservado en su estado original: el Pozo de las Calcosas. Las casas están construidas con muros de piedra seca y tejados de colmo (paja de trigo y centeno), y han sido restauradas por sus propietarios. Este lugar solamente está habitado en verano y durante los fines de semana, y para llegar hasta allí hay que caminar unos diez minutos por un estrecho sendero que baja el acantilado.
Erese
A unos 6 km de la capital de la isla se sitúa el pueblo de Erese.
Guarazoca
Está a un par de kilómetros más hacia el norte, gozando de un paisaje y clima muy similares. Sus habitantes también viven principalmente de la agricultura y aún pueden admirarse algunas antiguas prensas para el vino. El Mirador de La Peña estas edificación y mirador al mar cerca del lugar; es obra del arquitecto canario César Manrique y fue declarado Bien de Interés Cultural por el Gobierno de Canarias en 2001.
Algo más arriba de Guarazoca y Mocanal, se encuentra uno de los pueblos más antiguos de El Hierro: Las Montañetas. La humedad de su clima hizo que sus habitantes acabasen por abandonarlo, pero la mayoría de campos de labranza siguen siendo cultivados. Algunas de las casas abandonadas han sido restauradas por sus propietarios, y se alquilan para turismo rural.
San Andrés
Está situado en una meseta y goza de clima continental: con un calor fuerte en verano y unos inviernos fríos, húmedos y con nieblas. Las brumas pueden durar todo el día o, más frecuentemente, toda la noche. Sus habitantes se dedican principalmente a la ganadería, como lo demuestran las cabras, ovejas y vacas que pastan en los prados de las proximidades.
El Mirador de Jinama está situado al noroeste del pueblo, con vistas sobre el Golfo.
Cerca de San Andrés se encuentran las ruinas de Albarrada, uno de los primeros asentamientos de la isla.
Echedo
Está situado en una importante zona vitivinícola, y sus casas están rodeadas por las parras cultivadas bajo cenizas volcánicas. De aquí parte la pista que lleva hasta el Charco Manso, piscinas naturales habilitadas en una costa muy agreste, con arcos de lava y numerosos sopladores (bufaderos).
Isora
Isora se localiza a unos 10 km del casco municipal, a 13 minutos en coche. El centro del pueblo a unos 900 m s. n. m. siendo así el segundo pueblo más alto de la isla, el clima en este pueblo es de lo más variado, siendo la temperatura en invierno de mínima 3 °C y máxima 20 °C, en verano la temperatura mínima es de 20 °C y máxima 40 °C. * estas temperaturas pueden variar algunos grados según el año.
Tamaduste
Ha pasado de ser un pueblo de pescadores a convertirse en el lugar de veraneo para los habitantes de Valverde. Cuenta con un pequeño puerto natural. Está situado cerca del aeropuerto, y sus blancas casas y apartamentos contrastan vivamente contra las negras cenizas volcánicas de su entorno.
La Caleta
La Caleta también está muy cerca del aeropuerto y cuenta con algunos apartamentos y dos bares, así como piscinas en las que es posible bañarse. En las rocas próximas al mar se han descubierto numerosos petroglifos atribuidos a los primitivos pobladores de la isla.
Timijiraque
Próxima al puerto de La Estaca, encontramos una de las pocas playas de arena de la isla. Suele ser frecuentada por surfistas y bañistas. Hay dos bares en los que pueden degustarse vinos y tapas.
Tiñor
Tiñor es un caserío a 5 km de la vila situado a 900 m.
Las Playas
Puerto de la Estaca
Ocho kilómetros más al sur, al inicio de la bahía de Las Playas, aparece la figura del Roque de la Bonanza, una formación rocosa que se alza verticalmente 200 m sobre el suelo oceánico. Es uno de los motivos más fotogénicos de la isla. Al otro extremo de la bahía se alza el Parador Nacional. Se trata de un hotel estatal de cuatro estrellas.

## Patrimonio
En la Villa de Valverde se encuentra la iglesia matriz de Nuestra Señora de la Concepción, de estilo barroco clasicista, construida entre los años 1767 y 1820. El templo es de planta rectangular, dividida en tres naves. En la nave central se sitúa el campanario y en la cabecera de esta nave encontramos un ábside de planta cuadrada.
En la fachada principal, la nave central se adelanta y en ella se abre un gran arco de medio punto realizado en cantería, sobre el que se eleva una original torre, cuyo segundo cuerpo está compuesto por un campanario de planta octogonal, rematado por una pequeña cúpula de influencia mudéjar, con una imagen de la Virgen de La Concepción.
Unos pilares soportan la cubierta de la iglesia, en cuyo interior es posible contemplar un artesonado de madera de tea de pino, de estilo mudéjar muy sencillo. Esta cubierta fue reformada en el siglo XX, pues la anterior amenazaba ruina. Tejas planas reemplazaron a otras árabes o curvas.

## Cultura

### Fiestas
Cada cuatro años la Virgen de los Reyes, patrona de la isla, baja en romería durante el mes de julio y hasta agosto hasta Valverde tras recorrer la isla de lado a lado. Esta romería popular dura casi un mes. Mientras la Virgen está en la capital, permanece en la iglesia de Nuestra Señora de la Concepción. La última bajada fue en 2017 y la próxima será en 2021.
El 15 de mayo de cada año la Villa de Valverde celebra la fiesta de su patrón, San Isidro, esta fiesta empieza muy temprano cuando los ganaderos de la isla ponen a sus animales en exposición en la zona del Cabo. Al mediodía hay misa y a continuación de esta una procesión. Durante esta celebración hay carreras de sortijas, actuaciones, etc.
El 29 de junio se celebra la festividad de San Pedro Apóstol en El Mocanal. Estas fiestas se desarrolan alrededor de la iglesia de San Pedro Apóstol.
El 8 de diciembre de cada año, Valverde tiene otra de sus fiestas, la de la Inmaculada Concepción. Esta fiesta empieza el 7 de diciembre con una procesión nocturna alrededor de la iglesia, en medio de la procesión se tiran fuegos artificiales, este mismo día a medianoche hay un famoso baile en la plaza Virrey de Manila. Al día siguiente muy temprano hay una diana floreada en la que la banda de música de esta isla va tocando en unos puntos del pueblo. Al mediodía hay una misa y a continuación de esta hay una procesión alrededor del pueblo en la que la banda de música toca acompañando a la imagen.
El último fin de semana de noviembre en el barrio de Tesine (uno de los dos barrios de Valverde junto al cabo) hay una humilde fiesta, la de Santa Catalina, en esta fiesta hay una procesión por las calles de Tesine en la que los bailarines de la Villa acompañan a la imagen desde la plaza de esta santa hasta la cueva de Lemus, en la que hay una misa, una vez terminada la misa se vuelve en procesión a la plaza de Santa Catalina.

### Música
En el municipio hay 4 grupos de bailarines representando a los pueblos de Valverde, El Mocanal, San Andrés e Isora, estos grupos bailan en las fiestas de sus pueblos y en la Bajada de la Virgen.
En el municipio, específicamente en el pueblo de Valverde, hay una escuela oficial de música que cuenta con un grupo folklórico y una banda, estos grupos tocan y cantan en las fiestas de los diferentes pueblos de la isla.

## Localidades hermanadas
- Arafo, España